# Robson Ponte
Robson Ponte (San Paolo, 6 novembre 1976) è un ex calciatore brasiliano naturalizzato italiano, di ruolo centrocampista.

## Palmarès

### Club

#### Competizioni nazionali
- J. League Division 1: 1

Urawa Reds: 2006
- Supercoppa del Giappone: 1

Urawa Reds: 2006

#### Competizioni internazionali
- AFC Champions League: 1

Urawa Reds: 2007